# Martha (Oklahoma)
Martha – miasto w Stanach Zjednoczonych, w stanie Oklahoma, w hrabstwie Jackson.